# Моховики (жуки)
Моховики (лат. Calathus) — род жужелиц из подсемейства Platyninae.

## Описание
Последний сегмент губных щупиков не расширен. Отросток переднегруди на вершине окантован.

## Систематика
В составе рода:
- Calathus fuscipes (Goeze, 1777)
- Calathus ambiguus (Paykull, 1790)
- Calathus cinctus Motschulsky, 1850
- Calathus erratus (C.R.Sahlberg, 1827)
- Calathus melanocephalus (Linnaeus, 1758)
- Calathus micropterus (Duftschmid, 1812)
- Calathus mollis (Marsham, 1802)